# Vera Holtz
Vera Lúcia Fraletti Holtz (Tatuí, São Paulo, 7 de agosto de 1953) es una actriz brasileña de ascendencia italiana y alemana.
En 2012, interpretó a la Madre misteriosa Lucinda, el personaje inmortalizado como "madre de los rellenos sanitarios", en la novela de João Emanuel Carneiro, Avenida Brasil, que tuvo su último episodio el 19 de octubre de 2012.

## Trabajos en la televisión
- 1983 - Parabéns pra Você .... vendedora
- 1988 - Bebê a Bordo .... Madalena
- 1989 - Top Model .... Irma Lamer
- 1989 - Que Rei Sou Eu? .... Fanny
- 1990 - Barriga de Aluguel .... Dos Anjos
- 1990 - Desejo .... Angélica
- 1991 - Vamp .... Ms. Alice Penn Taylor
- 1992 - De Corpo e Alma .... Simone Guedes
- 1993 - Fera Ferida .... Querubina Praxedes de Menezes
- 1995 - La próxima víctima .... Quitéria Quarta-Feira (Quitéria Bezerra)
- 1996 - O Fim do Mundo .... Florisbela Mendonça
- 1996 - Você Decide, A Troca
- 1997 - Por Amor .... Sirléia Pereira
- 1999 - Chiquinha Gonzaga .... Dona Ló
- 2000 - Uga-Uga .... Santa Karabastos
- 2000 - A Muralha .... Mãe Cândida Olinto
- 2001 - La presencia de Anita .... Marta
- 2002 - Deseos de mujer .... Bárbara Toledo
- 2003 - Mujeres apasionadas .... Santana Gergelim Gurgel
- 2004 - Cabocla .... Generosa
- 2005 - Carga Pesada .... Catarina
- 2005 - Belissima .... Ornela Sabattini
- 2006 - El profeta .... Ana
- 2007 - Paraíso Tropical .... Marion Novaes - Villana
- 2008 - Dilemas de Irene .... Dona Célia
- 2008 - Três Irmãs .... Violeta Áquila - Villana
- 2010 - Passione .... Maria Candelária Lobato (Candê)
- 2012 - Avenida Brasil .... Mamá Lucinda Oliveira
- 2013 - Saramandaia .... Dona Redonda / Bitela
- 2014 - La Fiesta .... Vic Garcez
- 2016 - A Lei do Amor .... Magnólia Leitão (Mág) - Villana
- 2018 - Orgulho e Paixão .... Ofélia Benedito[3]
- 2019 - Amor de Mãe .... Kátia Brandão (Tia Veía) (Villana)